# Bitwa pod Pastrengo
Bitwa pod Pastrengo – starcie zbrojne, które miało miejsce 30 kwietnia 1848 r. w trakcie wojny austriacko-piemonckiej (1848–1849).
Po zajęciu miejscowości Pastrengo przez wojska austriackie pod wodzą generała Wochera (9 500 ludzi), rozpoczęto przygotowania do odparcia piemonckiej armii króla Karola I Alberta. W dniach 29 i 30 kwietnia doszło do pierwszych ataków Piemontczyków. Po wzmocnieniu sił, Karol Albert zadecydował o przeprowadzeniu generalnego szturmu na pozycje austriackie w mieście siłami 20 000 ludzi (30 kwietnia). Atak trzech kolumn piemonckich zakończył się zdobyciem Pastrengo, kontratak austriacki odparty został przez włoską brygadę kawalerii. Austriacy zmuszeni zostali do wycofania się za Adygę. Straty austriackie wyniosły 500 zabitych i rannych oraz 400 jeńców, Włosi stracili 400 ludzi. 